# Necrotaulius qingshilaensis
Necrotaulius qingshilaensis is een fossiele soort schietmot uit de familie Necrotauliidae.